# Enrico Martino

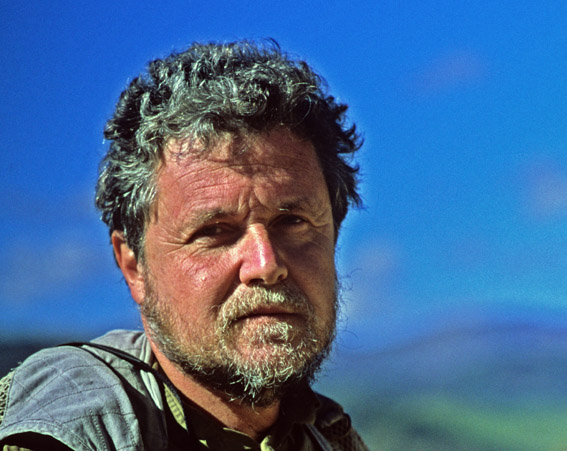
Enrico Martino

Enrico Martino(Turim, ? de ?) é um fotógrafo e jornalista italiano.

## Algumas exposições
- Reporter' 70, Turim 1979
- I 35 giorni, Turim 1980
- Turismo e centri d'arte, Milão 1981
- Chiapas, Palermo, Messina, Catânia, Pádua 1992
- Baja California, Cidade do México, Queretaro, Acapulco, Buenos Aires, Berlin, Milão, Rome 1994-1995
- Gente di Torino, Turim 1997
- Migrantes, indigeni a Città del Messico (Chicago 1999, Bolonha 2006)

## Livros
- Liguria (Editora Mondadori, 1984)
- L’anima degli indios (“Indian soul”, EGA, Turim, 1992)
- Gente chiamata Torino (EGA, 1996)
- Messico (Idealibri, Milão, 1996)
- Borgogna di pietra (Idealibri, Milão, 1998)
- Italie (collective book, Vilo, Paris 2003)
- Contributed to many publishing houses and guidebooks.